# Tankessé
Tankessé (ou Tankéssi) est une localité du nord-est de la Côte d'Ivoire et appartenant au département de Tanda, district du Zanzan, région du Gontougo. La localité de Tankessé est un chef-lieu de commune.

## Sports
La localité dispose d'un club de football, le Tankessé FC, qui évolue en Championnat de Division Régionale, équivalent d'une « 4e division » .

## Spécialités culinaires
Tankessé est connue pour ses spécialités culinaires, par exemple la consommation d'insectes due à la grande variété dans cette localité.